# HG76船団
HG76船団は、第二次世界大戦中に連合国が運航したジブラルタルからイギリスに戻る護送船団のひとつ。商船32隻とフレデリック・ジョン・ウォーカー中佐率いる17隻の護衛艦群がドイツの潜水艦Uボートの攻撃を受けたが、損害を出しつつもUボートを沈め船団の多くを守りぬいた。

## 編制
この船団は32隻の船で構成されていた。護衛は
- 護衛空母：オーダシティ
- 駆逐艦：ブランクネイ、スタンレー、エクスムア
- スループ：ストーク、デットフォード、フォウィ、ブラックスワン
- コルベット：コンヴォルヴルス、ガーディニア、マリーゴールド、ペンステモン、ロードデンドロン、サムファイア、ヴェッチ、カーネイション、ラ・マローニ

であった。
これに対するドイツ海軍はUボートのウルフパック部隊「ゼーロイバー」（U67、U107、U108、U127、U131、U434、U574）であった。さらに、後から3隻のUボート（U71、U567、U751）が加わった。

## 運航経過
HG76船団は1941年12月14日、ストーク座乗のウォーカー中佐率いる護衛艦群の護衛されてにジブラルタルから出航した。ウルフパックゼーロイバーはサン・ヴィセンテ岬の南に哨戒線を形成したが、船団はそれに発見されること無く通過した。
この時「U127」は、ジブラルタルへ向かう途中だったオーストラリア駆逐艦「ネスター」を含む4隻の駆逐艦部隊に発見された。「ネスター」は砲撃を行い、「U127」が潜航すると爆雷を投下した。また、同行していたほかの駆逐艦も爆雷攻撃をおこなった。この攻撃により「U127」は撃沈された。
12月16日、ボルドーから飛来したFw 200によって船団は発見された。これにより、「U108」が船団と接触し追跡を開始した。また、他のUボートも接近した。17日朝までには4隻のUボートが船団と接触した。同日、浮上した「U131」を「オーダシティ」のマートレットが発見。「ストーク」、「エクスムア」、「ブランクネイ」、「スタンレー」、「ペンステモン」が現場へ急行し、潜航した「U131」を爆雷で攻撃した。電池切れが近くなった「U131」は浮上したが、「スタンレー」がそれを発見し、3隻の駆逐艦と「ペンステモン」が攻撃に向かった。また、マートレット1機が「U131」を銃撃しようとしたが逆に撃墜された。「U131」は砲撃を受けて沈没した。
18日、スタンレーがU-434を発見し、エクスムア、ブランクネイがデットフォードが攻撃に向かった。潜航したU-434はブランクネイから攻撃と体当たりを受け浮上後沈没した。この際、ブランクネイは損傷した。U-434はスタンレーに対して魚雷1本を発射しているが命中しなかった。
18日、「ブラックスワン」、「フォウィ」、「カーネイション」、「ラ・マローニ」が燃料補給のためジブラルタルへ向かった。また、「ブランクネイ」も修理のため「エクスムア」に護衛されて船団から離れた。
18日夕刻、「ペンステモン」が浮上中の「U574」を発見した。「U574」は浮上したまま逃走し、「コンヴォルヴルス」に対して魚雷2本を発射したが外れた。そのままイギリス側は「U574」を見失ったが、今度は「スタンレー」が潜水艦発見を報告。「スタンレー」の発光信号を視認した「U547」は魚雷2本を発射し、それが命中した「スタンレー」は沈没した。全護衛艦艇が現場へと向かい、「U574」は浮上して逃走。「ストーク」が追いつくと「U574」は潜航したが爆雷攻撃を受けて損傷し再び浮上し、「ストーク」から砲撃や銃撃を受けたあと衝突され沈んだ。この戦闘の後、貨物船「ラッキンジ」（Ruckinge、2869トン）が「U108」の雷撃を受け被雷。同船は「サムファイア」によって処分された。
19日、船団はFw 200による攻撃を受けるが損害は無く、「オーダシティ」の艦上戦闘機マートレットが2機を撃墜し1機を損傷させた。また、この日「U71」、「U567」、「U751」がボルドーから出撃した。この3隻が到着するまでの間、「U67」、「U107」、「U108」の3隻は追跡を続け攻撃をおこなったが、戦果はなかった。
21日、ボルドーからの3隻も加わり、Uボートによる攻撃が行われた。まずノルウェー貨物船「アンナヴォーレ (Annavore)」が「U567」の雷撃により沈没。次いで「オーダシティ」が「U751」の雷撃により沈められた。同じ夜、「デットフォード」が「U567」を沈めた。だが、その後「デットフォード」は「ストーク」をUボートと誤認して体当たりを行い、「ストーク」に収容されていた捕虜2名が死亡した。
22日、船団に駆逐艦「ヴァンキッシャー」と「ウィッチ」が加わった。
12月23日、潜水艦隊司令カール・デーニッツは攻撃を中止させ、Uボートはフランスに帰還した。
12月27日、船団はリヴァプールに到着した。

## 結果
護衛空母「オーダシティ」と他3隻を失ったが、30隻の船を無事に目的地に到着させ、3隻のUボートを撃沈（「U127」は含まれない。また、「U567」の撃沈は戦後になるまで確認されなかった）したことは大勝利であると判断された。この後、護衛艦群の指揮官であったウォーカー中佐は「恐るべき敵からの攻撃に晒された、我が国にとって貴重な護送船団を護衛し、その間、我らの部隊により彼らの潜水艦と航空機を破壊した、その勇気、手腕、そして決断力」との理由により殊功勲章(DSO)を受勲した。